# Tibouchina longifolia
Tibouchina longifolia är en tvåhjärtbladig växtart som först beskrevs av Vahl, och fick sitt nu gällande namn av Henri Ernest Baillon. Tibouchina longifolia ingår i släktet Tibouchina och familjen Melastomataceae. Utöver nominatformen finns också underarten T. l. simulans.

## Bildgalleri

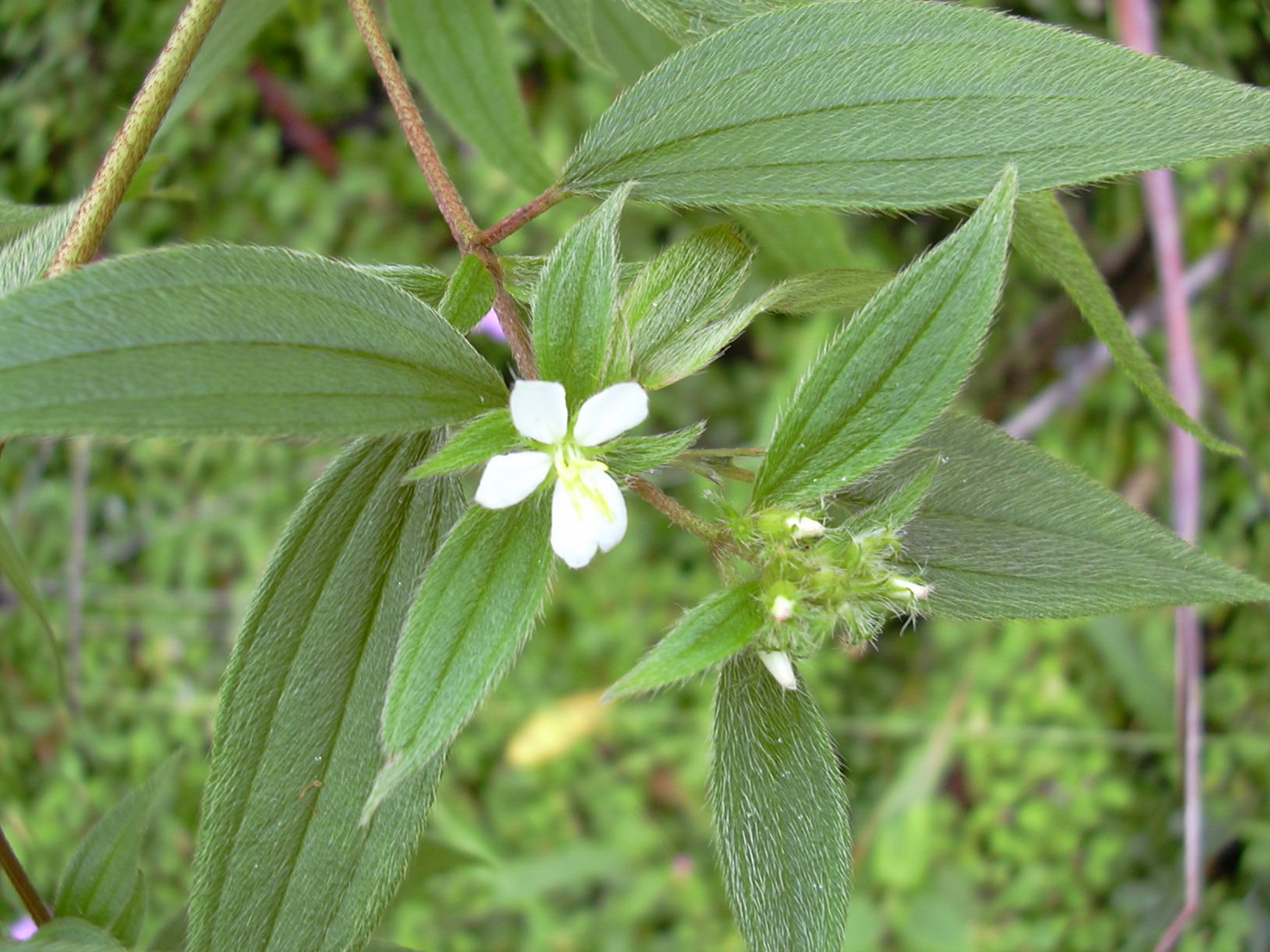
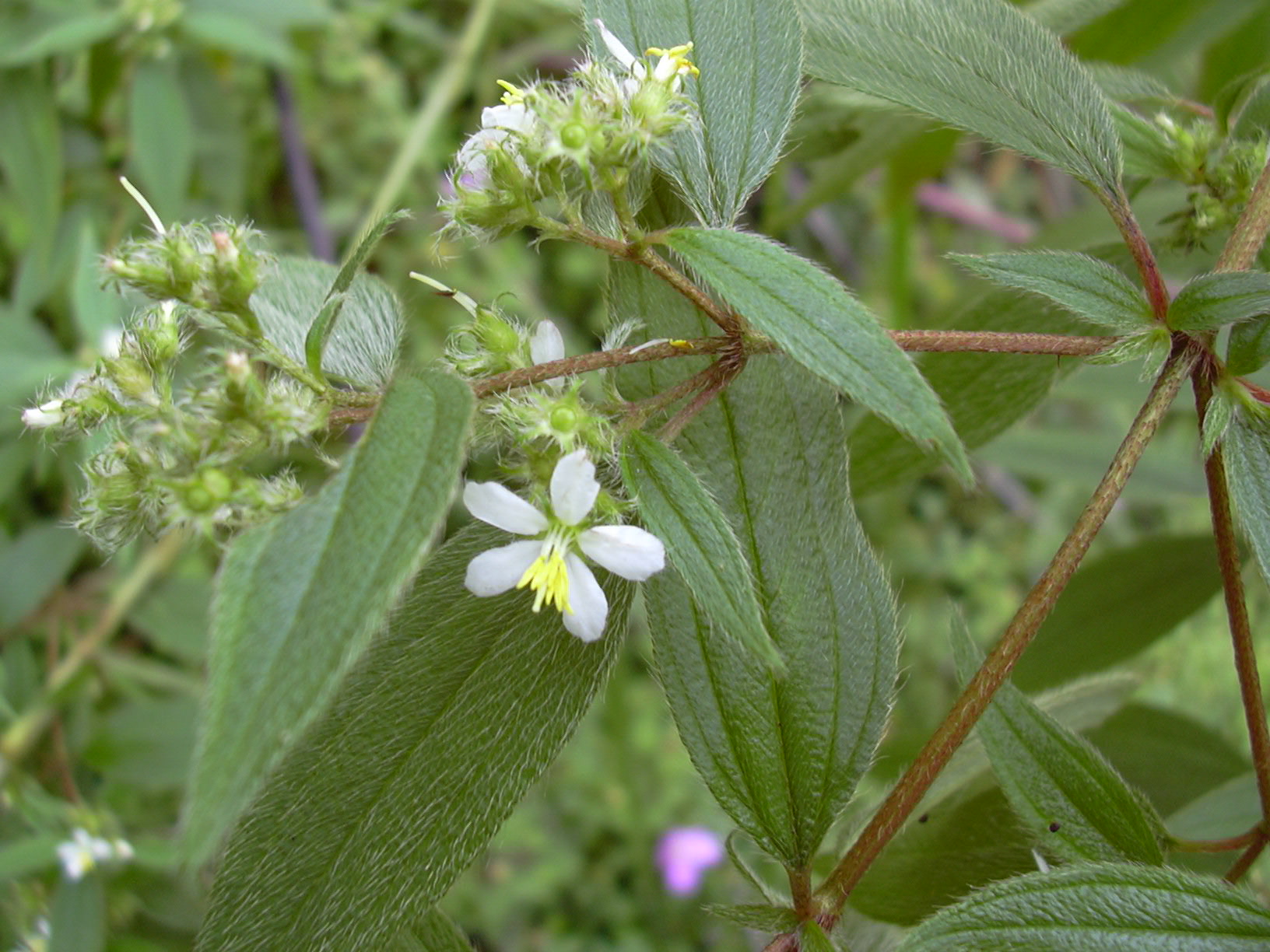
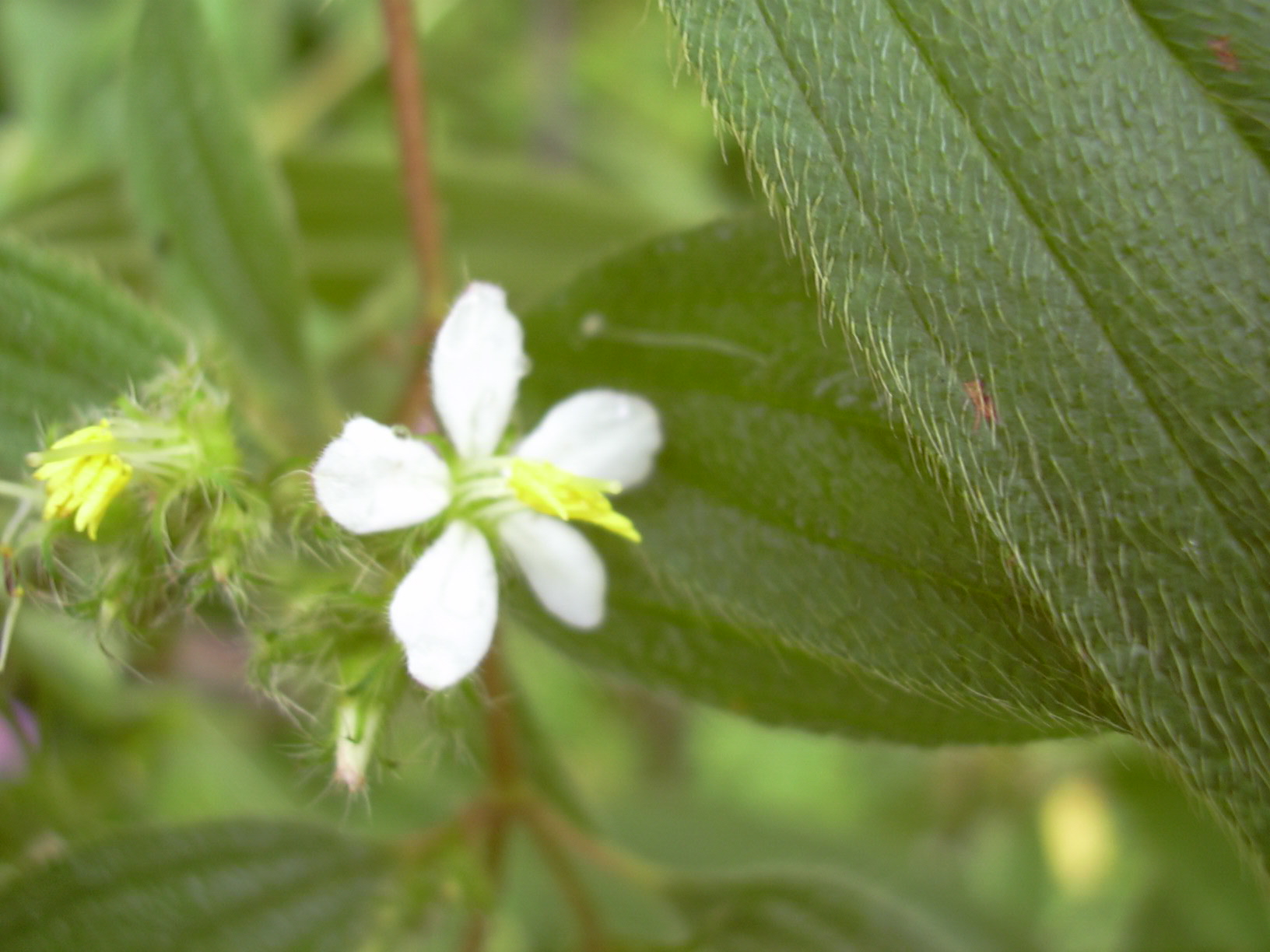
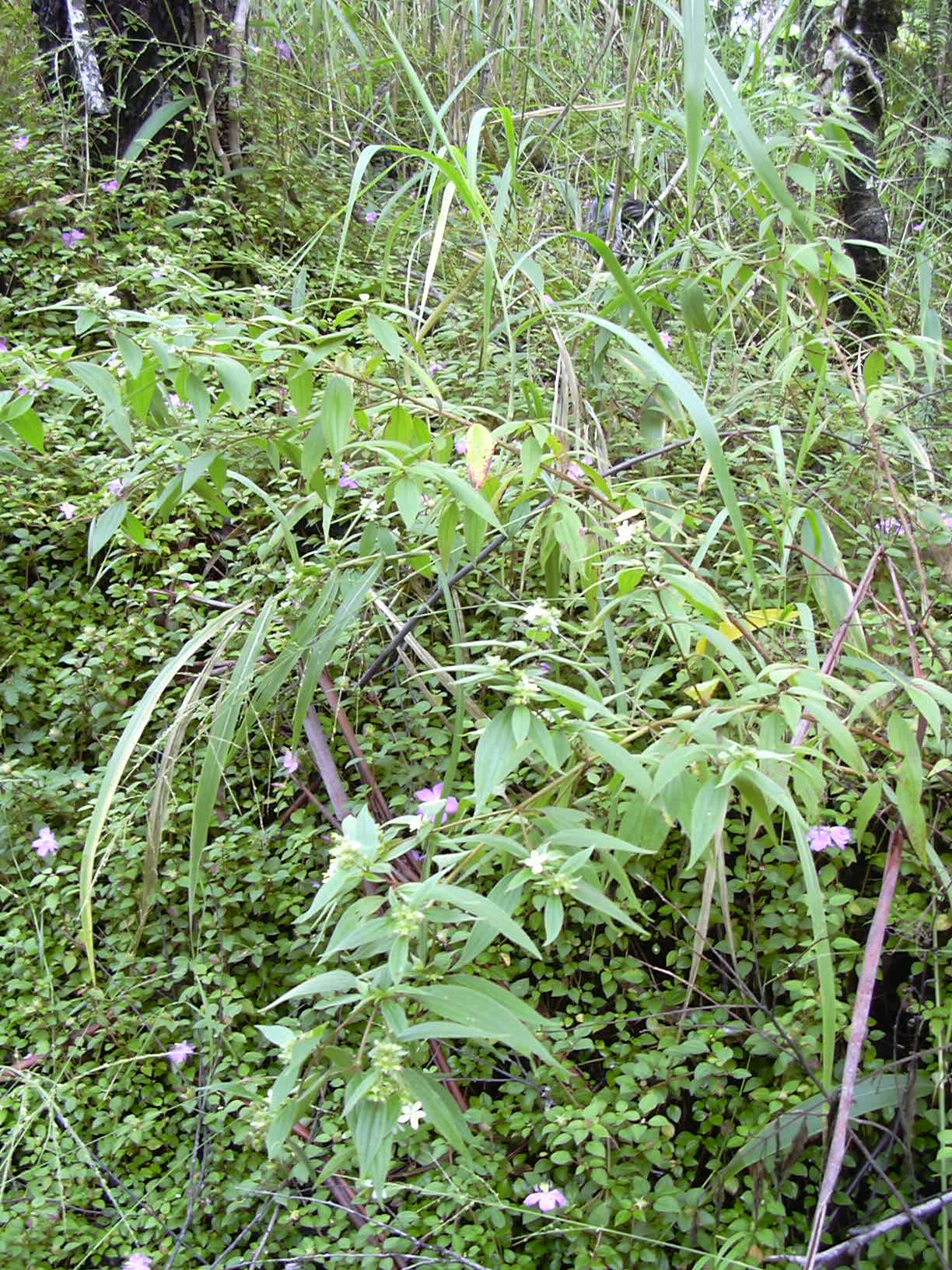